# Joan Alsina i Hurtós
Joan Alsina i Hurtós (Castelló d'Empúries, 28 d'abril de 1942 - Santiago de Xile, 19 de setembre de 1973). Va anar a missions a Xile. Va treballar a L'Hospital Claudio Vicuña de San Antonio i a l'Hospital San Juan de Dios de Santiago de Xile. Va exercir el sacerdoci a Xile. Va ser víctima del cop d'estat de l'11 de setembre de 1973 d'Augusto Pinochet, a Xile.

## Biografia
Nascut a una masia de Castelló d'Empúries, als onze anys va ingressar al Seminari de Girona i als divuit, al Seminario Hispano Americano de Madrid per a les missions. Un cop ordenat sacerdot, el 1965, va ser destinat a Malgrat de Mar, on va ser fins al gener de 1968, quan va marxar cap a Xile per a treballar en l'evangelització del món obrer, amb els més desfavorits socialment. A Santiago va ser capellà de la parròquia de San Ignacio i va treballar a l'Hospital de San Juan de Dios. Alsina creia en la teologia de l'alliberament i en el socialisme democràtic de Salvador Allende, per això va ser fitxat com a perillós pel nou règim pinochetista. El 19 de setembre, vuit dies després del cop d'estat que va enderrocar el president Allende, Alsina va ser detingut quan anava a l'hospital a treballar i va ser brutalment apallissat. Al vespre se'l van endur a Puente Bulnes, sobre el riu Mapocho, li van descarregar una ràfega de metralleta i van llançar-lo al riu.